# Luftangriffe auf Engelskirchen

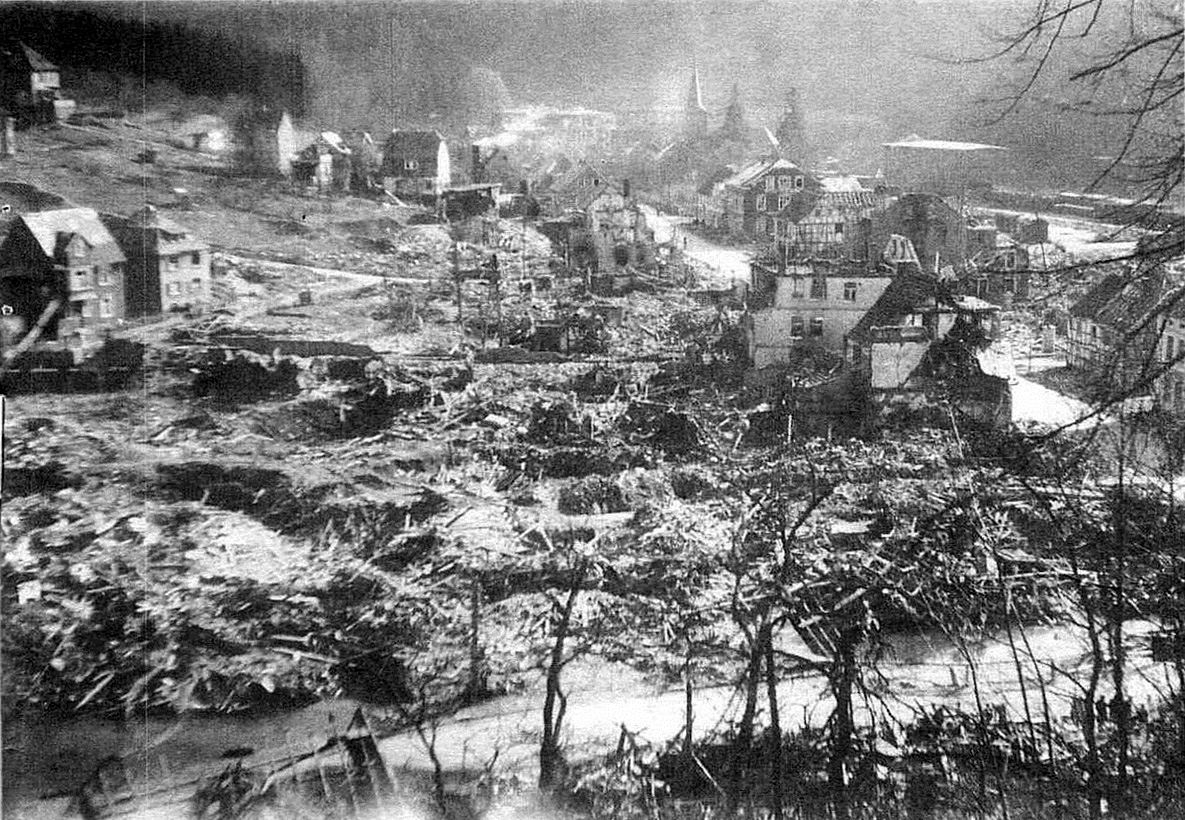
Der zerstörte Ortskern von Engelskirchen

Bei mehreren Luftangriffen auf Engelskirchen im Februar und März 1945 zerstörten alliierte Kampfflugzeuge den Großteil von Engelskirchen sowie Teile von Loope. Mit Angriffen zwischen dem 2. Februar und dem 16. März 1945 unterbrachen sie den Bahnverkehr der Strecke, die vom Ruhrgebiet über Engelskirchen nach Köln führte. Die infolgedessen im Engelskirchener Bahnhof abgestellten Munitionszüge explodierten bei einer Bombardierung, die am 19. März 1945 stattfand. Bei diesem Angriff starben zwei Drittel der insgesamt mehr als 300 Opfer aller Bombardierungen. Mit den Schäden an Gebäuden und Infrastruktur war Engelskirchen nach dem Ende des Zweiten Weltkriegs der am stärksten zerstörte Ort im Rheinisch-Bergischen und Oberbergischen Kreis.

## Ausgangssituation
Bis Anfang 1945 war Engelskirchen kein Ziel alliierter Luftangriffe gewesen. Die Gemeinde Engelskirchen hatte 5.760 Einwohner. Loope, zu dieser Zeit wie Engelskirchen Teil des Rheinisch-Bergischen Kreises, hatte rund ein Viertel der heute ungefähr 6.000 Bewohner. In Engelskirchen und den umliegenden Gemeinden hielten sich zahlreiche Kriegsflüchtlinge auf, die das Oberbergische Land von Westen kommend erreicht hatten. Die Flüchtlinge waren in Notunterkünften und Massenquartieren untergebracht. Dazu gehörten die katholische und die evangelische Kirche, zwei Volksschulen sowie das örtliche Kino. Die durch Engelskirchen verlaufende Aggertalbahn und die Leppetalbahn wurden zum Transport von in der Umgebung produzierter Munition genutzt.
Alliierte Truppen näherten sich dem Rheinland und nahmen am 7. März 1945 die Ludendorff-Brücke bei Remagen ein. Im Zuge der Operation Clarion hatten Luftstreitkräfte Ende Februar 1945 mit der Zerstörung des deutschen Verkehrsnetzes begonnen. Für den westdeutschen Raum übernahmen dies die II. und IX. Tactical Air Force. Zu den Hauptaufgaben der IX. Luftflotte gehörte die Zerstörung von Eisenbahnbrücken und Bahnhöfen im Ruhrgebiet und dessen Randbereichen, die Zerstörung von Nachschublagern und Transportmitteln östlich des Rheins sowie die unmittelbare Unterstützung des Heeres durch Angriffe auf Truppenstellungen und Nachschubkolonnen.

## Primär- und Sekundärziele
Die möglichen Angriffsziele und Beweggründe für die Angriffe sind nur teilweise belegt und blieben lange Zeit ungeklärt. In seinem Bericht, der 1951 in dem Buch Engelskirchen im Aggertal erschien, schilderte der Augenzeuge Edmund Schiefeling den Ablauf der Angriffe und vermutete, dass diese willkürlich erfolgt seien. Spätere Forschungen ergaben, dass diese Angaben größtenteils falsch waren. So existierte ein britischer Angriffsbefehl, der für die Angriffe am 19. und 28. März vorgab, das rollende Material zu zerstören und den Verkehr durch den Verschiebebahnhof Engelskirchen zu unterbrechen. Zudem sollten Bahnstrecken zerstört werden, die von Nordosten zum Brückenkopf Remagen führten. Engelskirchen war grundsätzlich in Karten amerikanischer Militärs hervorgehoben und als lohnendes Angriffsziel markiert. Josef Hesse war später der Ansicht, dass die Luftaufklärung der Briten Engelskirchen als wichtigen Verkehrsknotenpunkt angesehen habe, da sich hier eine Kreuzung der Reichsstraße 55 mit der Leppestraße befand sowie die Aggertalbahn und die Leppetalbahn verliefen.
Weitere potentielle Angriffsziele waren möglicherweise eine Bildprüfstelle der Gestapo mit mehreren hundert Mitarbeitern oder eine Funkstation von Walter Model im nahegelegenen Ründeroth. Zudem hielten sich mehrere aus dem Rheinland geflohene ranghohe Mitglieder der NSDAP in Engelskirchen auf. Vermutungen, die Angriffe könnten mit dem Transport oder der Stationierung von V1 und V2-Raketen in Verbindung stehen, konnten bislang nicht endgültig geklärt werden. Gebhard Aders bezeichnete diese später als „Legendenbildung“ und „an den Haaren herbeigezogen“. Wie zuvor Hesse sah er den Hauptgrund für die Bombardierung in den Zügen, die sich in der Ortsmitte befanden. Seiner Meinung nach hatten die Alliierten keine Erkenntnisse über den Aufenthalt der Gestapo in Engelskirchen. Zudem sei die Bombardierung einzelner Quartiere im Rahmen der Gesamtkriegsführung zu diesem Zeitpunkt für sie nicht interessant gewesen.

## Luftangriffe

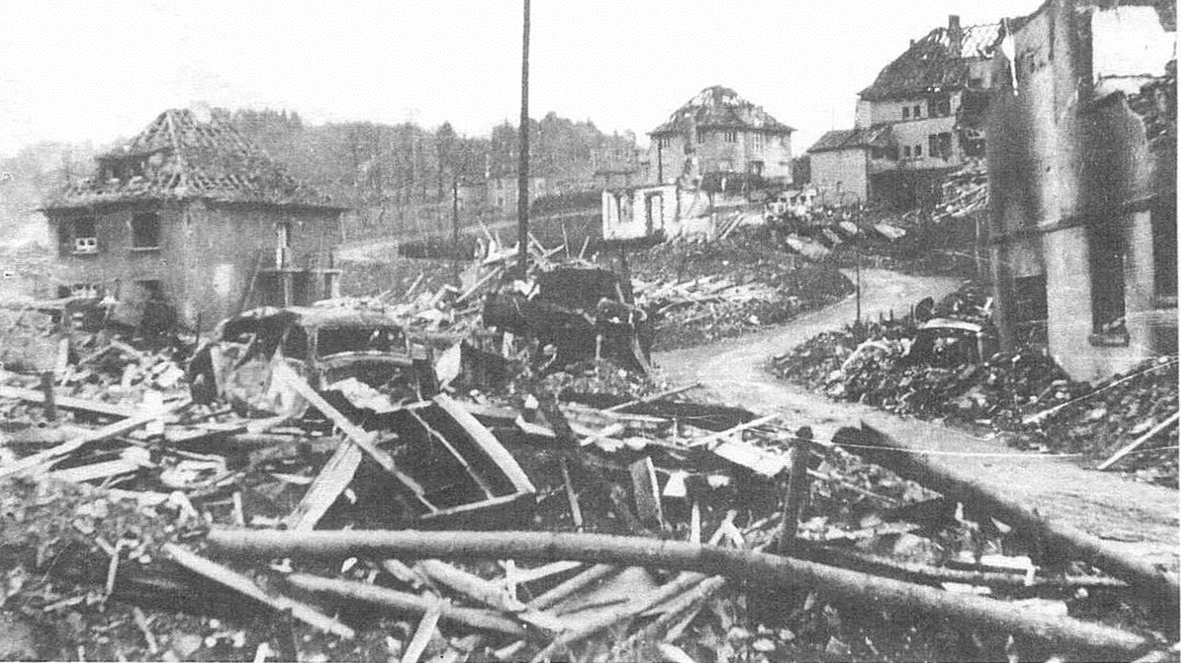
Zerstörte Gebäude entlang der Auffahrt Reckenstein

Die Luftangriffe auf Loope und Engelskirchen ereigneten sich im Zeitraum zwischen dem 2. Februar und dem 28. März 1945. Zum Zeitpunkt der Luftangriffe auf Engelskirchen stand im dortigen Bahnhof ein Zug mit 50 Waggons, der Munition geladen hatte. Die Weiterfahrt des Zuges war aufgrund der bei vorherigen Luftangriffen in Loope zerstörten Gleisanlagen, die Richtung Köln führten, nicht möglich.

### Loope
Bei einem ersten Angriff auf Ehreshoven am 2. Februar 1945 wurden 17 oder 22 Menschen getötet. Bei dem mit etwa zehn Flugzeugen in zwei Angriffswellen durchgeführten Angriff wurden der Bahnhof und Brücken leicht beschädigt sowie mehrere Wohnhäuser zerstört. Ziel der Bomber wurde unter anderem ein mit Soldaten und Zivilisten besetzter LKW, der in den Hof von Schloss Ehreshoven einbog, wo sich noch weitere Fahrzeuge befanden. Mehrere Fahrzeuge gerieten in Folge des Angriffs in Brand; an den Gebäuden von Bahnhof und Schloss entstanden beträchtliche Schäden. Ein Großteil der Bomben fiel auf unbebautes Gebiet. Eine deutsche Luftabwehr fand nicht statt.
Bei zwei weiteren Angriffen auf die Ortsmitte am 19. Februar und am 1. März wurden mehrere Gebäude zerstört.

### Bahnstrecke Engelskirchen – Overath
Gegen Mittag des 16. März 1945 bombardierte die 474. Fighter Group der IX Tactical Air Command die Bahnstrecke zwischen Engelskirchen und Overath. Ziel der auf dem Flugplatz Straßfeld bei Euskirchen stationierten Gruppe war die Unterbrechung des Bahnverkehrs zwischen Olpe und Köln. Zehn Douglas A-26 und neun Lockheed P-38 warfen 15 1.000-Pfund-Bomben auf die Strecke ab. Am Nachmittag folgte ein weiteres Bombardement durch zehn Republic P-47 und dreizehn P-38, die 26 Bomben abwarfen. Als Folge der Angriffe war die Bahnstrecke zwischen Overath und Engelskirchen unterbrochen. Eine Lok und 54 Waggons wurden bei dem Angriff zerstört.

### Engelskirchen
19. März 1945

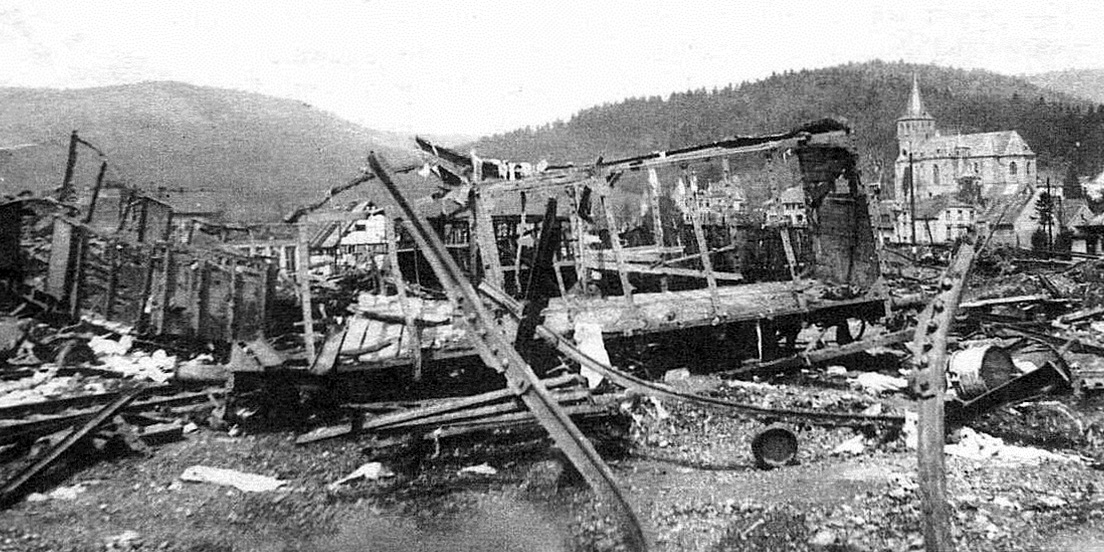
Der zerstörte Bahnhof

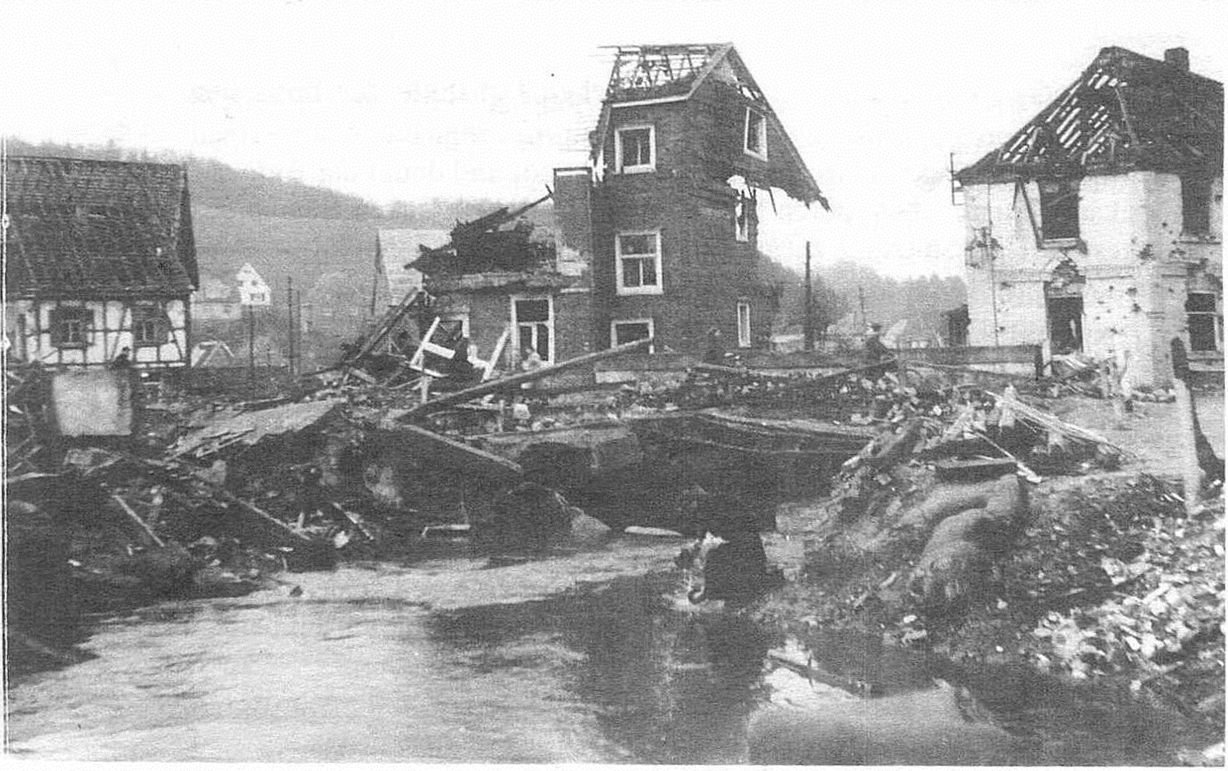
Die zerstörte Leppebrücke

Bombardiert wurden bei diesen Angriffen der Ortskern sowie der Ortsteil Blumenau. Aus britischen und amerikanischen Archiven geht hervor, dass das alliierte Hauptquartier für diesen Tag einen Großeinsatz seiner Luftstreitkräfte befohlen hatte. Hierbei sollten Verkehrsknotenpunkte im Rücken der deutschen Front zerstört werden, darunter auch Bahnhof und Bahnhofsvorplatz in Engelskirchen. Infolge der durch die Bombardements vom 16. März unterbrochenen Bahnstrecke standen hier Munitionszüge mit 50 Waggons, deren Ladung in Lkw umgeladen werden sollte. Dies war den Aufklärern der britischen Luftwaffe bekannt. Die deutsche Militärführung hatte nach der Meinung von Fachleuten die strategische Bedeutung Engelskirchens falsch eingeschätzt und kaum Schutzmaßnahmen getroffen.
Die Angriffe der Bomberflugzeuge wurden in zwei Wellen durchgeführt. Am Morgen des 19. März starteten zunächst Jagdbomber des IX Tactical Air Command zu Aufklärungsflügen. Die Piloten flogen in geringer Höhe in auseinandergezogenen Schwärmen und schossen auf alles, was sich bewegte. Bei Blumenau bombardierten sie einen Zug der Leppetalbahn. Außerdem warfen sie Flugblätter ab.
Von Flugplätzen in Lothringen und Nordfrankreich starteten am späten Vormittag von Jägern eskortierte mittlere Bomber nach Engelskirchen. Der Angriff erfolgte durch die 410. Bomber Group und die halbe 397. Bomber Group. Zur 410. Bomber-Gruppe gehörten 34 Bomber des Typs A-20 Havoc, die insgesamt 204 500-Pfund-Bomben an Bord hatten. Sie wurden von drei Maschinen des Typs B-26 Marauder begleitet, die während des Fluges Stanniolstreifen abwerfen sollten, um deutsche Flugmelde- und -Radargeräte zu stören. Der Anflug erfolgte gemeinsam mit einer Bomber Group, deren Ziel Nassau war. Die Anflugroute verlief über den Hunsrück zum Rhein bei Sankt Goar weiter Richtung Nastätten. Bei Nastätten wurde der Verband von Flak beschossen, wodurch acht Flugzeuge beschädigt und zwei Besatzungsmitglieder verwundet wurden. Hier trennten sich die Verbände. Der weitere Anflug in Richtung Engelskirchen erfolgte über die Lahn nach Morsbach, wo die Verbände drehten und somit beim folgenden Anflug auf Engelskirchen die Sonne im Rücken hatten.
Beim Angriff sollte eine Angriffshöhe von 12.000 Fuß (3.810 Meter) nicht überschritten werden. Dies diente der Verminderung der Streuung der Bombenteppiche auf unter 300 Meter. Die mit Aufschlagzündern ausgerüsteten Bomben sollten in einem Abstand von 50 Fuß (15 Metern) aufschlagen. Zunächst sollte die 410. Bomber-Group angreifen, die halbe 397. Bomber-Gruppe 20 Minuten später, nachdem sich Explosions- und Rauchwolken verzogen hatten. Der finale Anflug des Verbands erfolgte in zwei Gruppen mit einer Höhenstaffelung von etwa 1.000 Metern. Nach dem Überflug von Bielstein ging das führende Flugzeug auf eine Höhe von ungefähr 2.900 Metern. Um 12:04 Uhr hatten die ersten Flugzeuge Engelskirchen bei guten Sichtverhältnissen erreicht und begannen mit dem Bombardement. Alle von der 410. Group abgeworfenen Bomben schlugen im geplanten Zielbereich ein. Dadurch wurden das Bahnhofgebäude, Gleise, ein Munitionszug und Wohnhäuser in der Ortsmitte zerstört, die Flammen der Explosionen stiegen bis zu 1.200 Fuß (365 m) auf. Die alliierten Militärs bezeichneten die Treffer als superior (= vortrefflich), einige auch als exzellent (= ausgezeichnet). Nach jedem Bombenabwurf benutzten die Piloten Serienbildkameras, um die Ergebnisse der Bombenabwürfe nach der Rückkehr vom Einsatz analysieren zu können.
Die später eintreffende 397. Bomber-Gruppe bestand aus drei Störflugzeugen sowie 29 A-20-Bombern mit insgesamt 116 Bomben von 1000 Pfund. Während des Anflugs wurde der Verband bei Hachenburg und Morsbach beschossen, wodurch zwei Flugzeuge beschädigt wurden. Von den über Engelskirchen abgeworfenen Bomben trafen ein Viertel das Zielgebiet, die übrigen Bomben fielen auf ein 300 Meter nordöstlich liegendes Wohngebiet und ein mehrere hundert Meter entferntes Waldgebiet südöstlich des Ortes. Die Gründe für die Fehlwürfe sind nicht bekannt. Die Flugzeuge kehrten nach Frankreich zurück, wo sie gegen 14 Uhr landeten.
Die infolge der Bombardierung entstandenen Brände wurden von Feuerwehren aus Lindlar, Overath, Ründeroth und dem Leppetal gelöscht; die Löschaktionen dauerten mehrere Tage an. Die Masse der Trümmer der Explosionen dieses Tages wurde auf 25.000 m³ geschätzt.
28. März 1945

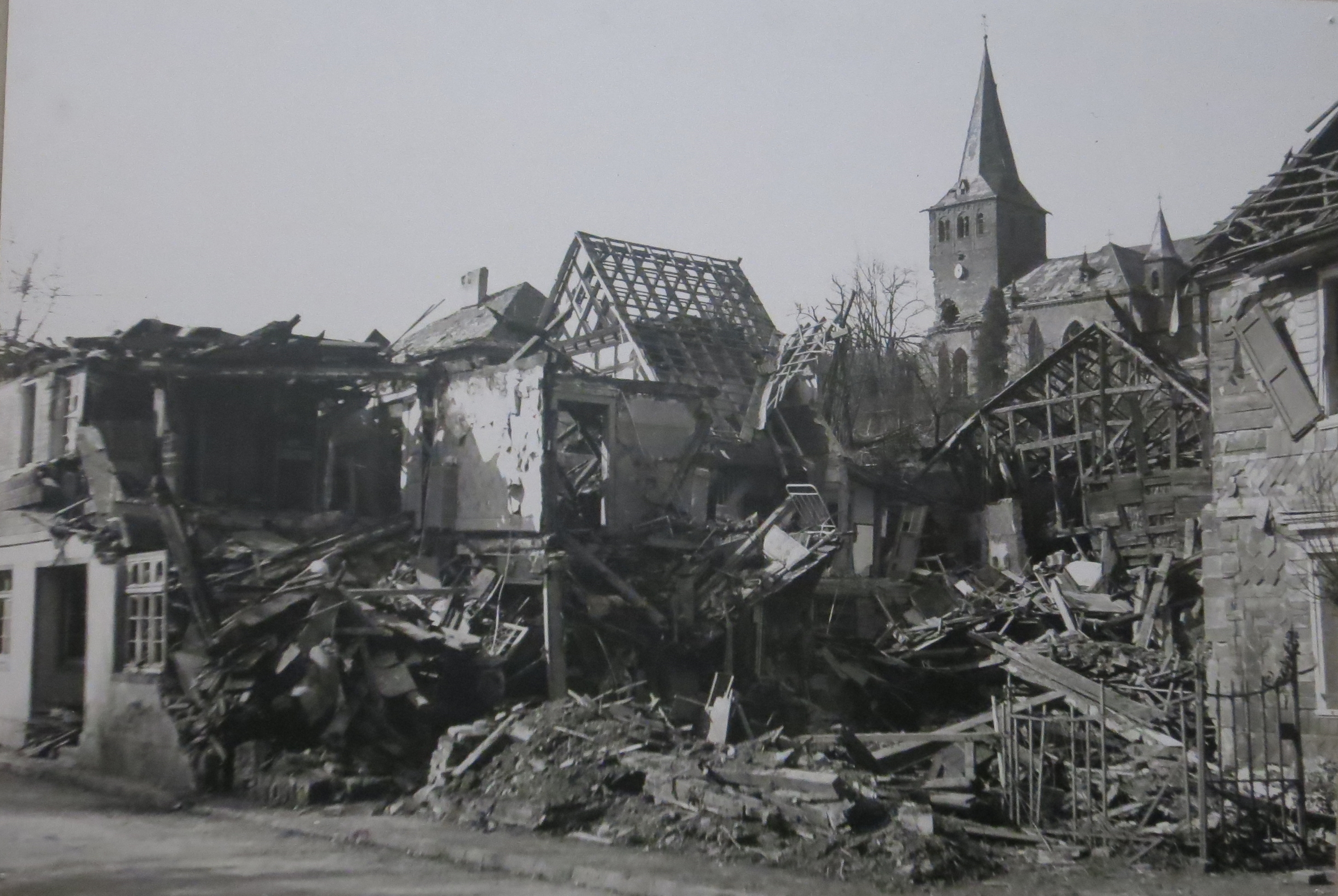
Die Ortsmitte, im Hintergrund die Kirche St. Peter und Paul

Ein zweiter Angriff durch die Second Tactical Air Force der RAF folgte am 28. März auf Befehl von Arthur Coningham. Er erteilte seinem Geschwaderkommodore Oberstleutnant Barwall am 27. März um 22:08 Uhr den Befehl zum Angriff. Elwood Richard Quesada, amerikanischer Befehlshaber des IX Tactical Air Command und Befehlshaber des Remagener Brückenkopfes, hatte zuvor um Unterstützung durch Luftangriffe auf den südlichen Bereich des Ruhrkessels gebeten. Der Angriff erfolgte nach einer vorausgehenden Lagebeurteilung mittels Luftbildaufnahmen. Ziele des Angriffs sollten erneut der Bahnhof in der Ortsmitte, der Endhaltepunkt der Leppetalbahn sowie die Kreuzungen der nach Overath und Lindlar führenden Straßen sein.
Bei diesem Angriff kamen drei Staffeln des 139. Geschwaders der 2. Gruppe der 2. Taktischen Luftflotte der RAF zum Einsatz. Die Piloten hatten am Morgen Bahnanlagen in Olpe und Attendorn angegriffen und waren von diesen Angriffen um 12:35 Uhr zurückgekehrt. Die insgesamt 36 B-25-Mitchell-Bomber wurden von Jägern begleitet. Der Start erfolgte um 14:40 Uhr vom Flugplatz in Brüssel-Melsbroek. Nach dem Anflug über Aachen, Siegburg und Drabenderhöhe erreichten die Flugzeuge von Osten kommend zwischen 15:57 Uhr und 16:20 Uhr Engelskirchen. Die Angriffshöhe lag zwischen 9.000 und 14.000 Fuß. Angriffsziel war das Unterdorf. Hier waren zahlreiche Personen untergebracht, die aufgrund der vorangegangenen Angriffe obdachlos geworden waren. Über der Ortschaft wurden 240 Bomben mit je 250 kg Gewicht abgeworfen. Der Angriff erfolgte in ungeordneter Formation; aufgrund schlechter Sichtverhältnisse mussten sich die angreifenden Staffeln in kleine Pulks auflösen oder das Zielgebiet einzeln anfliegen. Zahlreiche Bomben verfehlten die vorgesehenen Ziele und detonierten außerhalb des bebauten Ortsgebiets. Zerstört wurden hierbei 25 Wohnungen; Kirche und Volksschule wurden schwer beschädigt. Da das bombardierte Ortsgebiet nahtlos an die bereits am 19. März getroffenen Gebiete anschloss, ist davon auszugehen, dass den Piloten Luftaufnahmen in guter Qualität vorlagen.
Alle 36 eingesetzten Maschinen kehrten zu den Ausgangsflughäfen zurück. Im Raum Siegburg hatten vier Maschinen Flaktreffer erhalten, durch die zwei Soldaten getötet wurden. Weiterer Flakbeschuss erfolgte während des Anflugs im Bereich von Drabenderhöhe.

## Folgen
Aufgrund der Bombardements war Engelskirchen zum Ende des Zweiten Weltkriegs der am stärksten zerstörte Ort im Rheinisch-Bergischen und Oberbergischen Kreis. Der Journalist und Verleger Edmund Schiefeling dokumentierte die Zerstörungen 1945 mit 60 Fotos.

### Opfer

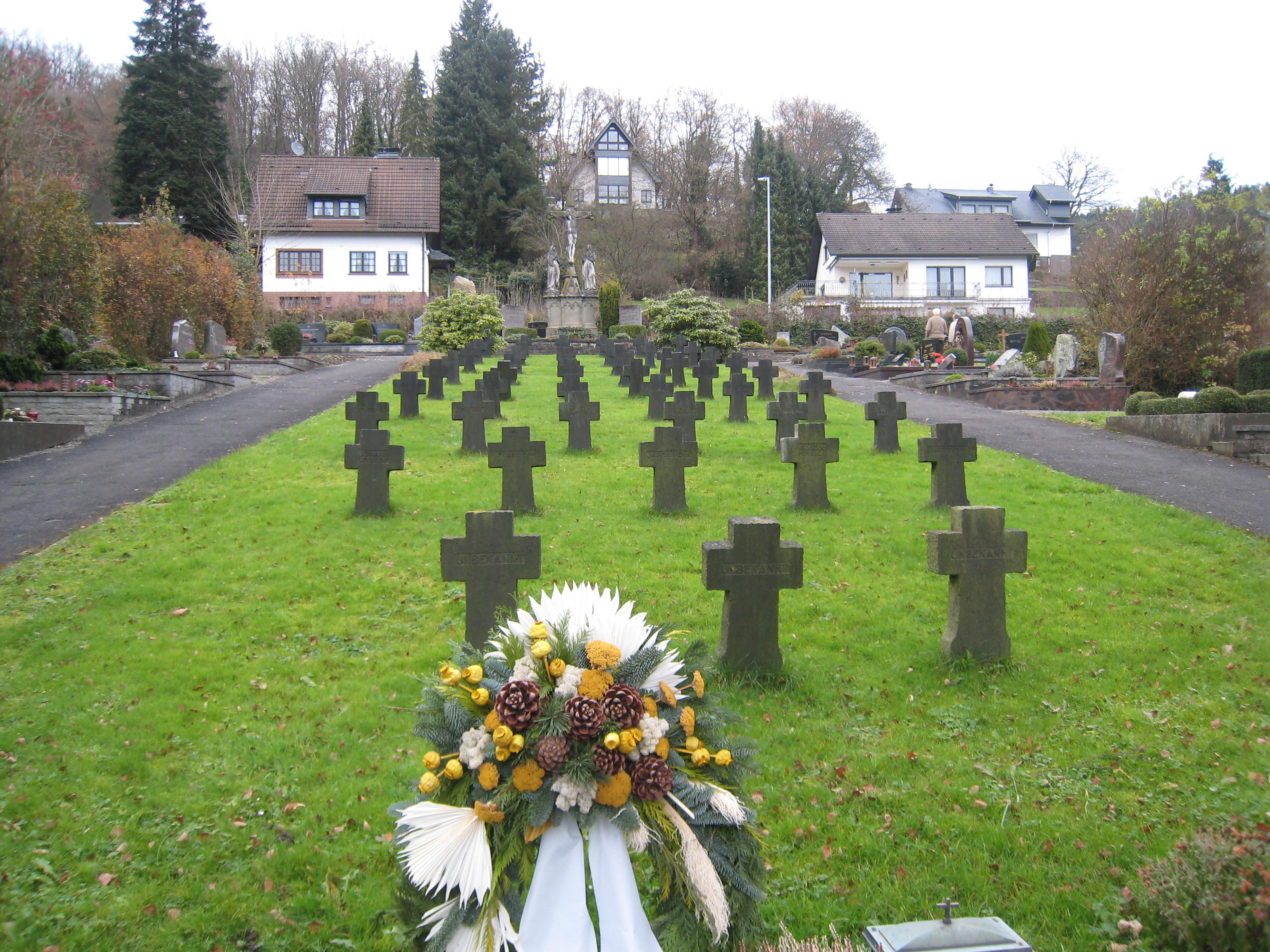
Gedenkstätte auf dem Gemeindefriedhof Engelskirchen

Die Zahl der Personen, die direkt oder infolge der Luftangriffe starben, beträgt mehr als 300. Die Angaben hierzu variieren je nach Quelle.
Ein großer Anteil der Todesopfer war auf den unzureichend organisierten Luftschutzwarndienst und die weit entfernten Warnämter zurückzuführen. Diese ermittelten die Einflugsroute und das genaue Ziel der Bomber zu spät und alarmierten daher die Einwohner nicht rechtzeitig. Augenzeuge Edmund Schiefeling vermutete, dass ein missverständliches Sirenensignal zusätzlich zum Tod vieler Engelskirchener geführt haben dürfte. Die Sirenen seien auf Köln ausgerichtet und für Engelskirchen nur begrenzt zuverlässig gewesen. Schiefeling schrieb: „Vorher war Vollalarm gegeben worden, aber nun gaben die Sirenen Vorentwarnung… Also kamen die Leute aus den Bunkern und den Kellern heraus. Damit gerieten auch sie in den Bombenhagel…“
| Datum       | Ortsteil           | Todesopfer |
| ----------- | ------------------ | ---------- |
| 2. Februar  | Ehreshoven         | 17 bzw. 22 |
| 19. Februar | Loope              | 3 bzw. 7   |
| 19. März    | Blumenau           | 30         |
| 19. März    | Ortskern           | 223        |
| 28. März    | Engelskirchen-West | 25         |

An den erlittenen Verletzungen starben zu späteren Zeitpunkten weitere 22 Personen. Unter den Toten waren sieben Kriegsgefangene aus dem Gefangenenlager Eibach sowie 14 Ostarbeiter und 46 Evakuierte aus Köln und Porz-Wahn. Die Anzahl der vermissten Personen, nicht identifizierten Toten und unkenntlichen Leichen ist nicht exakt bestimmt worden. Auf dem Gemeindefriedhof wurde eine Gedenkstätte für die Toten errichtet. Durch die Angriffe wurden darüber hinaus zahlreiche Nutztiere getötet.
Nach dem Kriegsende wurden bei Kanal- und Ausschachtarbeiten weitere Leichen und Leichenteile gefunden. Die Gemeinde hatte im Bereich des Bahnhofs und des Kinos Nachforschungsarbeiten anstellen lassen, um möglichen Gerüchten bezüglich weiterer Opfer nachzugehen. Die Arbeiten zogen sich bis 1952 hin. Lange Zeit wurden hier bis zu 60 Leichen vermutet, gefunden wurden sieben verkohlte Personen, die nicht identifiziert werden konnten.

### Schäden

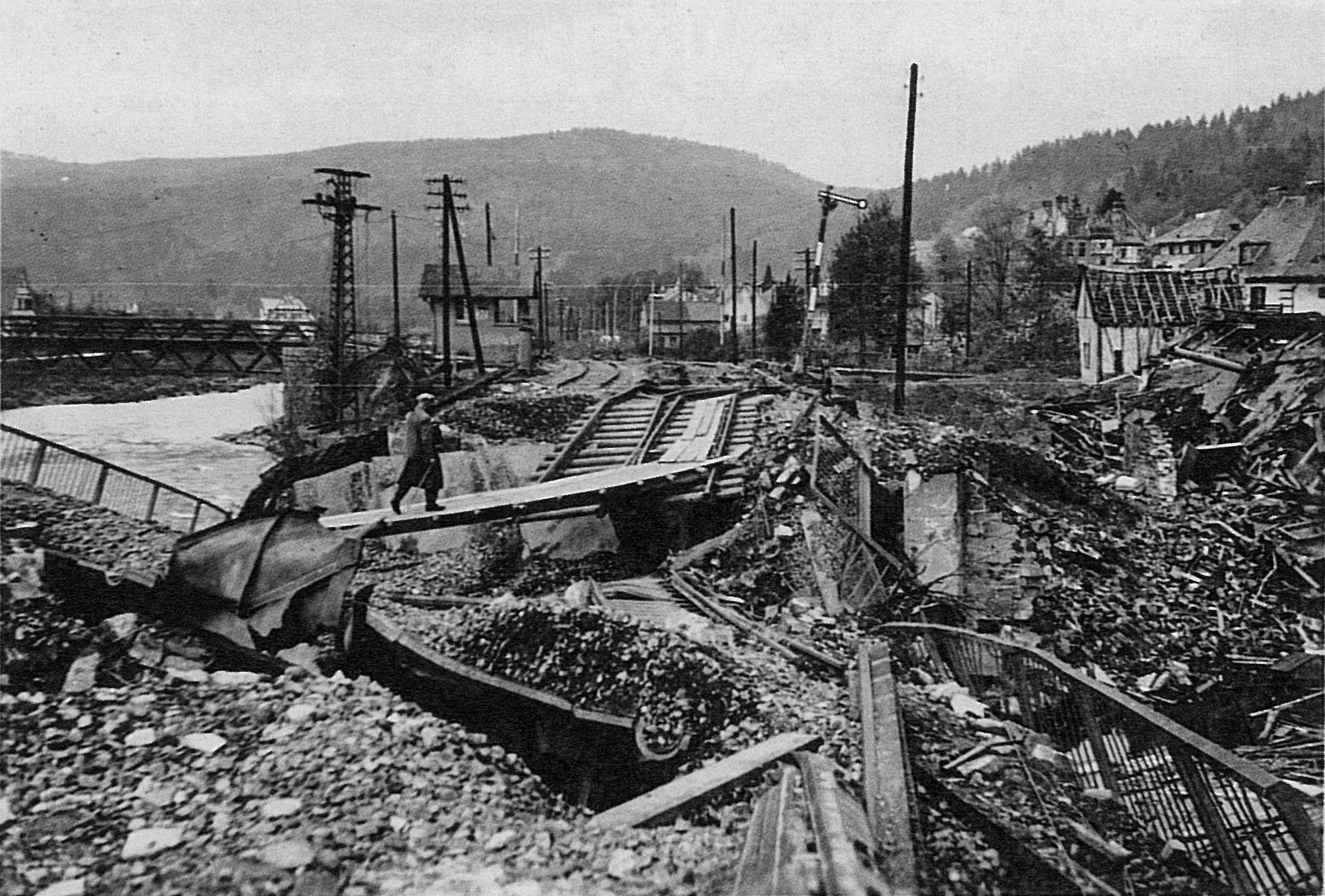
Behelfsbrücke über zerstörte Bahngleise

Weite Teile Engelskirchens waren weitestgehend oder teilweise zerstört. Hierzu gehörten:
- 94 Wohn- und Geschäftsgebäude
- circa 731 Wohneinheiten
- der Bahnhof mit Stellwerk, Gleisanlagen und rollendem Material
- das Postamt mit Fernsprechanlage
- die katholische Pfarrkirche St. Peter und Paul und die Volksschule
- 10 Straßen- und Flussbrücken
- mehrere Fabrikbetriebe
- ca. 50 % der Kanalisation und das Wasserleitungsnetzes
- Gebäude der Baumwollspinnerei Ermen & Engels

Darüber hinaus waren 52 Wohnungen stark beschädigt und nahezu alle Versorgungsbetriebe zerstört. Die Ortsteile Miebach und Steeg waren vom Ortskern abgeschnitten.

### Wiederaufbau
Bis zum Dezember 1945 waren die leicht beschädigten Wohnungen sowie zwei Brücken über die Agger wiederhergestellt, Wasser- und Stromleitungen wieder instand gesetzt. Die Gemeinde bildete unter der Führung von Heinrich Raskin in der Bürgermeisterei ein Bauamt und beauftragte die „Baugesellschaft Oberberg“ mit der organisatorischen Durchführung der Bauvorhaben und der Überwachung der Baukosten. Raskin präsentierte seine Entwürfe in der Gemeinderatssitzung am 9. Mai 1946. Die Pläne für den Wiederaufbau Engelskirchens erstellte Wilhelm Riphahn, der sich als Kriegsflüchtling in Engelskirchen aufhielt. Seine Berechnungen sahen für den Ortskern den Neubau von 8.500 Quadratmetern Wohnraum vor. Das heutige Ortsbild geht im Wesentlichen auf diese Pläne zurück. Im März 1947 wurde ein Fluchtlinienplan beschlossen, der einen abschnittsweisen Neuaufbau des Ortskerns vorsah. Bis zur Währungsreform 1948 konnten aufgrund von Devisen- und Baustoffmangel nur wenige Wohn- und Geschäftshäuser neu errichtet werden. Die Gemeinde übernahm und überwachte in der Folgezeit die Beschaffung und Verwendung der notwendigen finanziellen Mittel und ließ mehrere Wohnblocks und Kleinsiedlerstraßen bauen.
Aufgrund des Wohnraummangels wurde Engelskirchen Anfang Dezember 1948 als „Brennpunkt des Wohnraumbedarfs“ eingestuft. Bis Anfang 1949 zogen weitere 1.500 Flüchtlinge und Vertriebene in die Gemeinde, was die Wohnungsnot verstärkte. 1949 fehlten feste Wohnungen für rund 2.000 Personen, die in Notunterkünften leben mussten.
In Loope entstand eine Siedlergemeinschaft. Basierend auf einem von Nikolaus Ehlen zuvor in Velbert umgesetzten Modell für sozialen Wohnungsbau sollte eine Siedlung errichtet werden. Der Engelskirchener Amtsdirektor Paul Lücke unterstützte das Vorhaben. Nach dem Baubeginn am 3. Mai 1949 entstand in der Folgezeit eine Siedlung mit 92 Wohnungen für ungefähr 500 Personen. Der erste Bauabschnitt erhielt im Herbst 1949 nach Lückes Tochter die Bezeichnung „Theresienhof“.
Bis 1957 hatte Engelskirchen nur einen provisorischen Bahnhof, der zeitweise aus einem Behelfsgebäude und abgestellten Güterwaggons bestand.
Krater der Bombeneinschläge sind heute noch, beispielsweise im Bereich Forkscheid hinter Schloss Ehreshoven, zu sehen. Im November 1982 wurde in der Ortsmitte von Engelskirchen ein Blindgänger geborgen, im August 2013 wurden bei Gleisbauarbeiten mehrere Granathülsen gefunden. Experten vermuten im Umkreis weitere Blindgänger.